# Democracia em Vertigem
Democracia em Vertigem és una pel·lícula documental brasilera del 2019. dirigida per la nominada a l'Oscar Petra Costa. La pel·lícula segueix el passat polític de la cineasta d'una manera personal, en el context del primer mandat del president Lula i els fets que van conduir a la destitució de Dilma Rousseff, analitzant la ascens i caiguda d'ambdós presidents així com la crisi sociopolítica de 2014 que va arrasar Brasil. La detenció de Lula va obrir el camí a Jair Bolsonaro que després de la campanya presidencial de 2018 li va permetre assolir la presidència. Es va estrenar al Festival de Cinema de Sundance de 2019 i fou estrenada per Netflix el 19 de juny de 2019. Fou nominada a l'Oscar al millor documental als Premis Oscar de 2019 i va guanyar els premis Platino i Peabody el 2020.

## Sinopsi
Un conte d'advertència per aquests temps de democràcia en crisi, la fusió personal i política per explorar un dels períodes més dramàtics de la Història del Brasil.
Combinant un accés sense precedents als presidents de Lula da Silva i Dilma Rousseff amb relats del complex passat polític i industrial de la seva pròpia família, la cineasta Petra Costa és testimoni del seu ascens i caiguda i la nació tràgicament polaritzada que queda.

## Antecedents
Democracia em Vertigem és un documental brasiler dirigit per la nominada a l'Oscar Petra Costa. La pel·lícula va ser nominada per l'Acadèmia de les Arts i les Ciències Cinematogràfiques l'any 2020 en la categoria de Millor documental, i va guanyar un Peabody i un premi Platino per la mateixa categoria el mateix any.
Tot i que la pel·lícula se centra en els esdeveniments del país llatinoamericà, reflecteix un fenomen global de polarització, violència política, naturalització del discurs d'odi i l'ascens del feixisme al poder. Aquesta va ser la raó per la qual el crític Anthony Scott, que va incloure el documental a les deu millors pel·lícules del 2019 de The New York Times juntament amb obres tan aclamades com The Irishman de Martin Scorsese i [[[Paràsits]] de Bong Joon-ho, va dir que el treball de Costa era "la pel·lícula més espantosa de l'any".
L'estrena mundial de la pel·lícula es va celebrar al Festival de Sundance el 2019. Més tard, el mateix any, també es va projectar al MoMA en una sessió organitzada pel cineasta Spike Lee, qui el va elogiar i va dir que "ens dona una altra mirada al feixisme, que no sols és aquí, sinó que és global". El 19 de juny de 2019, es va publicar mundialment a Netflix, i, durant aquell any, va ser el segon documental més vist de la plataforma al seu país d'origen, Brasil . Va rebre els premis al Millor Documental de l'Associação Paulista de Críticos de Arte, el Premi Peabody i el Premi Platino a la millor pel·lícula documental, així com el premi a la millor direcció del DOC NYC i va ser nominat en diverses categories als premis del CPH:DOX, Critics' Choice Documentary Awards, Gotham Awards, International Documentary Association, Latino Entertainment Journalists Association Film Awards i al Sheffield International Documentary Festival, entre altres festivals internacionals.
El 2020, va ser nominada a l'Oscar al millor documental. La nominació a l'Oscar va tenir una gran repercussió a la premsa brasilera, que va posar de manifest el fet que la polarització política d'aquest país havia arribat a la cerimònia del premi més important de la indústria cinematogràfica dels EUA. El President Bolsonaro va reaccionar violentament dient que la pel·lícula era "merda" - tot i que també va reconèixer que no l'havia vist- i, mitjançant la Secretaria Especial de Comunicació Social de la Presidència de la República, el seu govern va emetre una nota oficial (en portuguès i anglès) qualificant Petra Costa d'"activista antibrasilera" que "està difamant la imatge del país a l'estranger".

## Punt de vista
La polarització política és un dels temes centrals de la pel·lícula, que es representa simbòlicament en una escena que mostra un mur col·locat per la policia a l'Esplanada dels Ministeris a Brasilia dividir els manifestants a favor i en contra de la destitució de Dilma Rousseff el 2016, que es van situar, literalment, a esquerra i dreta. D'una banda, va ser un procés legal i legítim per eliminar des del càrrec un president que havia perdut el suport popular; de l'altra, el que va passar va ser un cop d'estat parlamentari liderat per un congressista corrupte i un vicepresident traïdor.
A la pel·lícula, Costa no amaga la seva posició –sobre el mur i la narració dels fets– i aquesta sinceritat radical, en opinió d'A. O. Scott, a la seva crítica publicada per The New York Times, "millora en lloc de soscavar la credibilitat del seu informe". Scott també assenyala com la pel·lícula destaca la decepció amb el partit d'esquerres. Costa no amaga la seva lleialtat política, i la seva franquesa millora més que menyscaba la credibilitat del seu informe. Segons ell, el retrat de Costa de Lula, i Rousseff, "difícilment és acrític".
Dos fets reben una atenció especial al guió: el procés de destitució de la presidenta Dilma Rousseff, que ocupa bona part del documental, i la detenció de l'expresident Lula da Silva, ordenada per l'antic jutge Sérgio Moro (que, després de les eleccions del 2018, va abandonar el poder judicial i va entrar en política com a ministre de Jair Bolsonaro). Però Costa també fa ús de diversos flashbacks que permeten una millor comprensió d'aquests fets des d'una perspectiva històrica, revisant fets clau com el cop d'estat de 1964, la dictadura militar de 1964-1985, les vagues de 1978-1980, la fundació del Partit dels Treballadors el 1980, l'elecció de Lula da Silva el 2002 (després de tres intents fallits d'assolir la presidència) i la seva successió per l'impossible tàndem Rousseff-Michel Temer de 2010, que el documental retrata en un metratge sense precedents que mostra la distància -fins i tot física- entre la presidenta i el seu vicepresident a la cerimònia d'inauguració.
Cadascun d'aquests fets s'explica en una relació dialèctica amb el testimoni més personal de Petra Costa, que també explica la història de la seva pròpia família com a mirall de la polarització política brasilera: el seu avi era un contractista que va fer negocis amb l'Estat durant els governs civils i militars; a part dels seus familiars que van celebrar el cop d'estat de 1964 i, dècades més tard, la destitució de Dilma Rousseff; l'activisme d'esquerres dels seus pares, perseguits per la dictadura, la seva mare simpatitzant del Partit dels Treballadors. A banda i banda del mur de l'Esplanada, aquesta història íntima, que recorda els seus documentals anteriors, barreja i complementa el documental històric i polític que intenta explicar el Brasil que va escollir Bolsonaro. En un dels metratges més íntims del documental, la mare de Costa dialoga amb la ja expresidenta Dilma i ens parla d'algunes de les vivències més personals del seu pas pel govern.

## Estrena
La pel·lícula de 2h 01 minuts es va estrenar al Festival de Cinema de Sundamce el 24 de gener de 2019. Netflix va adquirir els drets de distribució i el va llançar comercialment el 19 de juny de 2019, juntament amb projeccions als cinemes de Nova York i Los Angeles. A més, el documental va participar al CPH:DOX, al Festival Internacional de Cinema de San Francisco, Sheffield Doc/Fest, el Hot Docs Canadian International Documentary Festival i al Festival de Cinema de Montclair.

## Recepció

### Resposta crítica
Democracia em Vertigem havia rebut crítiques generalment positives de la crítica. L'octubre de 2021 el 97% de les 36 ressenyes recopilades a Rotten Tomatoes són positives, amb una valoració mitjana de 7.8/10. El consens dels crítics del lloc web diu: "Reunitat amb una visió i una passió absorbents per la directora Petra Costa, Democracia em Vertigem és una visió general inquietant i expansiva de com una nació democràtica pot caure en l'autocràcia." A Metacritic, la pel·lícula té una puntuació de 81 sobre 100, basada en crítiques de 13 crítics, que indica "aclamació universal".
A. O. Scott de The New York Times va elogiar la pel·lícula, titllant-la de "una crònica de traïció cívica i l'abús de poder, i també de desamor". Va escriure que "els fets i els arguments que ella comunica haurien d'estudiar-los qualsevol persona interessada en el destí de la democràcia, al Brasil o en qualsevol altre lloc. El sentiment que transmet la seva pel·lícula serà familiar per a qualsevol persona que hagi experimentat la política del passat. uns anys com una sèrie de convulsions i girs que posen en dubte els supòsits bàsics sobre la forma de la realitat. Encara que —o precisament perquè— ningú de nosaltres sap què passarà després."
Leslie Felperin de The Guardian va donar a la pel·lícula 4 de 5 estrelles, dient: "Costa aconsegueix elaborar una introducció íntima sobre el descens de l'estat al populisme i el desgast del teixit democràtic del país." També va assenyalar que "la veu en off de Costa afegeix forma, però no s'intrusiona excessivament i permet la poderosa recopilació d'originals i metratge d'arxiu, material rodat a terra enmig d'avalots i d'avions no tripulats que volen centenars de peus per sobre de Brasilia, explica la història. Aquest contrast continu entre de prop i en la lluita i volar molt amunt es reflecteix a tot arreu per la perspectiva del cineasta, sempre simultàniament part de la història i mirar des de la distància".
Jon Lee Anderson de The New Yorker va elogiar el documental i va dir que té "emocionant en què Costa juxtaposa esdeveniments públics històrics amb moments privats notables. És com si estiguéssim veient una tragèdia grega, des d'un seient de tribuna i conduït als vestidors dels actors entre actes. D'aquesta manera, Democracia em Vertigem presenta un gran drama en curs del nostre temps: la fractura de la democràcia i la seva substitució pel populisme de rang. Al final d'aquesta pel·lícula, ens quedem commocionats quan Costa pregunta: "Què fem quan cau la màscara del civisme i el que apareix és una imatge cada cop més alta de nosaltres mateixos? On apleguem les forces per caminar per les ruïnes i començar de nou?" De fet. A on anem des d'aquí?"
Kenneth Turan de Los Angeles Times va descriure la pel·lícula com "completament fascinant" i va dir que "ofereix una mirada interior inesperadament convincent dels terratrèmols polítics que fa uns quants anys que està agitant el Brasil". Turan també ha subratllat que "de lluny, el major actiu de la pel·lícula és la sensibilitat de Costa. Escoltar la seva veu en off en anglès és l'equivalent a seure al costat de la persona més fascinant en un sopar, algú capaç d'omplir-te amb coneixement de les coses que teníeu poca o cap idea que existien".
Guy Lodge de Variety es va referir a la pel·lícula com un assaig documental sobre l'extrema dreta del seu país, traça minuciosament el mapa una cadena d'esdeveniments que va posar de genolls l'anterior govern "i va subratllar que" els familiaritzats amb el treball anterior de Costa, incloses les obres íntimes i poc ortodoxes   Elena  i Olmo e a Gaivota, no se'n sorprèn trobar una dimensió interior poètica a aquesta instantània d'actualitat."
John DeFore de The Hollywood Reporter va escriure que la pel·lícula "és tant una pel·lícula d'assaig com una introducció a la història recent del Brasil" que té "una rellevància òbvia per a aquells que intenten controlar l'ascens dels populistes antidemocràtics a tot el món".
David Ehrlich, d' IndieWire, va donar a la pel·lícula una nota B i la va descriure com "un retrat enutjat, íntim i inquietant de la recent lliscament del Brasil cap a les mandíbules obertes de la dictadura".
Allan Hunter, de Screen Daily, va descriure la pel·lícula com "un sincer lament pel somni de curta durada de la democràcia al Brasil" i va predir que podria cridar l'atenció del públic internacional pel seu "intrigant" paral·lelisme amb l'auge dels moviments populistes de dreta a Amèrica, Europa i més enllà". En la seva crítica, Hunter va avaluar que "l'ús per part de Costa de imatges de notícies, cintes de converses incriminatòries que es van fer públiques i actes de traïció egoistes donen a Democracia em Vertigem la sensació d'un thriller polític a l'estil de Tots els homes del president. Més revelacions sobre la seva pròpia família i les lleialtats de les generacions anteriors converteixen aquest aspecte de la història en alguna cosa amb l'escombrat d' El padrí. "Potser no és capaç d'explicar completament la popularitat de Bolsonaro o la nostàlgia dels mals vells temps, però la seva pel·lícula ofereix una visió emotiva i reflexiva de l'ànima conflictiva del Brasil".
Lawrence Garcia del diari en línia The A.V. Club va fer una crítica mixta elogiant la cobertura dels temes, però critica el que va considerar la manca d'exhaustivitat del documental: "Costa, comprensiblement, posa èmfasi en les maquinacions polítiques injustes de la Cambra Baixa del Brasil, però també passa per alt els fracassos del govern de Rousseff i la seva manipulació incontrovertible del pressupost federal."
Alejandro Lingenti de La Nación, el principal diari conservador de l'Argentina, va qualificar la pel·lícula d'"excel·lent" i va dir que "s'aguanta com un gran thriller". En la seva crítica, va dir: "La investigació de Petra Costa […] és rigorosa i està ben documentada. El seu accés a la intimitat de les principals figures del PT (Partit dels Treballadors) a moments clau del seu pas pel poder és un valor en si mateix, però la pel·lícula també s'enriqueix amb les seves reflexions agudes: Costa no amaga la seva simpatia per l'esquerra del seu país ni la seva crítica i desil·lusió davant un projecte que s'ha acabat enfonsant".
Elio Gaspari, d' O Globo, crida l'atenció sobre la ironia del concepte d'imparcialitat, comparant la directora de la pel·lícula, Petra Costa, amb un dels seus protagonistes, l'antic jutge Sérgio Moro: "Petra Costa és una cineasta i Moro va ser jutge. El documental té un biaix explícitament simpatitzant cap a Lula, però no s'ha de exigir imparcialitat a un cineasta. Seria iImparcial el jutge Moro. Oi?". L'article de Gaspari també fou pùblicat a la Folha de São Paulo.
Maurício Costa, del Correio Braziliense, va escriure que la pel·lícula "sembla estar dirigida més a un públic estranger que no pas a brasilers". En la seva crítica, ha dit: "No és una pel·lícula imparcial, ni pretén ser imparcial. Des del principi, assumeix la seva posició, però és una pel·lícula honesta. No hi ha dissimulacions, ni invents, ni distorsions. Només hi ha una anàlisi sincera i intencionadament subjectiva, que aporta una nova llum a la història recent del Brasil. Com a pel·lícula, "Democracia em Vertigem" és atractiva i poderosa: pot despertar passió i odi, però mai deixarà indiferent al públic".
Jerônimo Teixera de la revista brasilera Crusoé, va publicar una crítica negativa de la pel·lícula afirmant que: "torceja la realitat per dir que la democràcia està en risc al Brasil [que] pot enganyar Hollywood, però només és l'esclat narcisista d'una noia inconformista".
Tales Ab'Sáber, de la revista d'esquerres brasilera  CartaCapital , va dir que la pel·lícula "té el mèrit d'ordenar la lectura històrica d'un procés extremadament turbulent de desorganització institucional i l'aparició de violència en política" i que "res no és mentida, tot el que va passar, tot allò històric que necessita una avaluació i una lectura justa".

### Altres crítiques i repercussió
Diversos cineastes internacionals de renom han elogiat "Democracia em Vertigem". En una exposició celebrada al  Museum of Modern Art de Nova York, Spike Lee va presentar la pel·lícula i va dir que "ens dona una altra mirada al feixisme, que no només és aquí, sinó és global.”
Durant una exposició celebrada a Londres per als convidats del  BAFTA, Wim Wenders va dir que el documental era "una de les coses més poderoses que he vist recentment. Et tocarà l'ànima. I et preocuparà. No només perquè es tracta de Brasil -aprendràs molt sobre el Brasil, sí-, sinó sobretot perquè la pel·lícula tracta de tots nosaltres, de coses que estan passant en aquest planeta, a Amèrica i tot el món. sobre Europa, tracta el fet que les nostres democràcies han estat desviades i pervertides".
En una altra projecció, a Neuehouse Hollywood, a Los Angeles, Jane Campion va dir que les escenes de la pel·lícula són com "cartes d'amor al Brasil, al poble brasiler" i que parla de "l'explosió del sistema polític". Va afegir que "tots vam créixer creient que la democràcia era un pilar de les nostres vides i que no canviaria mai, però no és segur i queda clar que s'ha de cuidar". En el mateix sentit, en una altra projecció a Los Angeles, Tim Robbins va dir que la pel·lícula "és un recordatori per a tots nosaltres sobre com de tènues són la nostra democràcia i llibertat, i amb quina rapidesa poden desaparèixer".
Després de la nominació a l'Oscar, Caetano Veloso va publicar a les seves xarxes socials un vídeo en anglès en què parla de la situació del Brasil sota el govern de Bolsonaro: "Mai vaig pensar que en la meva vida veuria tanta regressió. Jo vaig passar la meva joventut lluitant contra la censura al meu país i contra una brutal dictadura militar que em va portar a la presó, i que va matar i torturar a molta gent. Increïblement, ara visc en un altre situació, dins d'una democràcia, en la qual el feixisme mostra les seves urpes. El govern brasiler no sols lluita contra l'art i els seus creadors, sinó també contra la selva amazònica i els drets humans en general. Per fer-ho entendre, m'agradaria cridar la vostra atenció sobre una bonica pel·lícula d'una jove brasilera, Petra Costa, que acaba de ser nominada a l'Oscar, Democracia em Vertigem". El vídeo va ser compartit, entre d'altres, per l'actriu i raper estatunidenca Queen Latifah. Chico Buarque també va elogiar la pel·lícula: "Democracia em Vertigem, a més dels seus mèrits cinematogràfics, que són molts, té un gran valor històric. La directora Petra Costa ha sabut captar, en el calor del moment, amb sensibilitat, amb sentit de l'oportunitat, el backstage de l'escena política, sobretot a partir del 2014, quan els perdedors no van acceptar el resultat de les eleccions i van començar a conspirar amb el suport de bona part de la classe política, dels grans mitjans de comunicació, i, almenys, amb la complaença. del Poder Judicial, va començar un complot contra el govern de Dilma Rousseff". També ha afegit que, amb Bolsonaro a la presidència, el país "està governat per bojos".
Pilar del Río va dir a Twitter que la pel·lícula és "impressionant" i que "la narració de Petra és emocionant. La càmera està en primera línia, es veu la nit que vindrà després de la nit". Paulo Coelho va felicitar la directora per la seva nominació a l'Oscar, va dir que va ser arrestat i torturat durant la dictadura militar i que encara té "cicatrius" a l'ànima, i va dir que el Brasil ha vist tornar els núvols foscos des que el president Bolsonaro va prendre possessió. Per a l'escriptor, Democracia em Vertigem és una pel·lícula important perquè es conegui la situació actual al Brasil.
Contràriament als comentaris esmentats anteriorment, el presentador de televisió Pedro Bial (de Rede Globo) va qualificar el documental d'"insoportable" i va dir que "és una pel·lícula d'una noia que li diu a la seva mare que ho va fer tot bé, que ella és allà seguint les ordres i la inspiració de la seva mare, som d'esquerres, som bons, no hem fet res, no hem de fer autocrítica, eren els dolents del mercat, aquesta gent lletja... homes blancs, que ens van fer mal i ens van treure del poder perquè el PT (Partit dels Treballadors) sempre va ser meravellós i Lula és increïble". Després de les crítiques que va rebre per la suposada ofensiva i to masclista d'aquest comentari, inclòs per la mateixa Dilma Rousseff, va escriure un article per a O Globo demanant "pau" i l'episodi va tenir repercussions als mitjans brasilers.
El documental també va estimular molt debat dins de la societat brasilera, amb els comptes a les xarxes socials de la directora Petra Costa esdevenint un lloc d'intens debat polític i un interès creixent per part dels seus seguidors (198.7k a Twitter; 349k a Instagram; i 86k likes a Facebook) Costa ha estat convidada a compartir les seves opinions polítiques en editorials de The Guardian i New York Times, en què va escriure sobre la guerra del president Bolsonaro contra la veritat i l'erosió de la democràcia brasilera, reflectint processos similars en altres llocs del món, especialment als Estats Units.
Michel Temer, que va ser un dels presidents retratats a la pel·lícula, va dir en una entrevista a Folha de S.Paulo que "les imatges són reals, [el documental és] molt ben fotografiat, molt ben produït, però, hi ha una postura política, partidista i personal que treu credibilitat a la pel·lícula".

### Nominacions i premis
| Premi                                                                     | Data                   | Categoria                                    | Resultat  | Ref(s) |
| ------------------------------------------------------------------------- | ---------------------- | -------------------------------------------- | --------- | ------ |
| CPH:DOX                                                                   | April 1, 2019          | CPH:DOX Award                                | Nominat   | [ 69 ] |
| Sheffield International Documentary Festival                              | June 12, 2019          | Tim Hetherington Award                       | Nominat   | [ 70 ] |
| Festival de Cinema de Sundance                                            | 3 de febrer de 2019    | Word Cinema Documentary                      | Nominat   | [ 71 ] |
| Premis Oscar                                                              | 9 de febrer de 2020    | Oscar al millor documental                   | Nominat   | [ 72 ] |
| Peabody Awards                                                            | 10 de juny de 2020     | Documental                                   | Guanyador | [ 73 ] |
| True/False Film Festival                                                  | 3 de setembre 2019     | Out of Competition - Latin America           | Invitació | [ 74 ] |
| 17è Festival Internacional de Cinema de Ginebra i Fòrum dels Drets Humans | 16 de març 2019        | Documental - Llatinoamèrica                  | Invitació | [ 75 ] |
| Critics Choice Award                                                      | 10 de novembre de 2019 | Millor documental polític Millor narració    | Nominat   | [ 76 ] |
| Gotham Awards                                                             | 2 de desembre de 2019  | Millor documentalPremi de l’Audiència        | Nominat   | [ 77 ] |
| Festival Internacional de Cinema a Guadalajara                            | 8 de març de 2019      | Retratos                                     | Invitació | [ 78 ] |
| International Documentary Association                                     | 5 de desembre 2019     | Millor guióMillor director Millor pel·lícula | Nominat   | [ 79 ] |
| Festival Internacional de Cinema de San Francisco                         | 19 d’abril de 2019     | Millor documental                            | Nominat   | [ 80 ] |
| Hot Docs International Documentary Festival                               | 25 d’abril de 2019     | Millor documental internacional              | Nominat   | [ 81 ] |
| Ambulante Documentary Film Festival                                       | 21 de febrer de 2019   | Coleccion                                    | Nominat   | [ 82 ] |
| IndieLisboa                                                               | 2 de maig de 2019      | Independent Hero                             | Invitació | [ 83 ] |
| Full Frame Documentary Film Festival                                      | 2019                   | -                                            | Invitació | [ 84 ] |
| Wisconsin Film Festival                                                   | 6 d’abril de 2019      | Millor documental internacional              | Nominat   | [ 85 ] |
| 38th Minneapolis St. Paul International Film Festival                     | 2019                   | Best Spotlight: Disruption Documentary       | Nominat   | [ 86 ] |
| Festival Internacional del Nou Cinema Llatinoamericà de l'Havana          | 2019                   | Millor documental                            | Nominat   | [ 87 ] |
| Festival de Cinema de Montclair                                           | Mars 31, 2019          | Discover Together                            | Invitació | [ 88 ] |
| Documentary Edge Festival                                                 | 2019                   | -                                            | Invitació |        |
| Festival de Cinema de Nantucket                                           | June 21, 2019          | Millor documental                            | Nominat   | [ 89 ] |
| Latino Entertainment Journalists Association Film Awards                  | 2 de gener de 2020     | Millor documental                            | Nominat   | [ 90 ] |
| Premis Platino                                                            | 29 de juny 2020        | Millor documental                            | Guanyador | [ 91 ] |
| Doc NYC                                                                   | November 9, 2019       | Directing Award                              | Guanyador | [ 92 ] |
| APCA Award                                                                | December 9, 2019       | Millor documental                            | Guanyador | [ 11 ] |